# Cannondale Bicycle Corporation
La Cannondale Bicycle Corporation es una empresa fabricante de bicicletas de los Estados Unidos, con sede en Bethel, Connecticut, y fábrica en Bedford, Pensilvania. La compañía fue creada en el año 1971 por Joe Montgomery para la fabricación de artículos para la acampada y más tarde artículos para el cicloturismo. Actualmente, Cannondale fabrica diferentes tipos de bicicletas, especializándose en cuadros de aluminio en vez del acero, siendo pioneros en la introducción de este material en el ciclismo. El nombre de la empresa proviene de la estación de ferrocarril Cannondale en Connecticut.
A finales de los años 90, Cannondale intentó introducirse en el mercado del motociclismo, con una línea de motocicletas off-road. Un fiasco que supuso la entrada en bancarrota de la empresa en el año 2003. Tras la venta de la empresa, Cannondale se centró de nuevo en la producción de bicicletas.

## Productos

### Cuadros de bicicleta

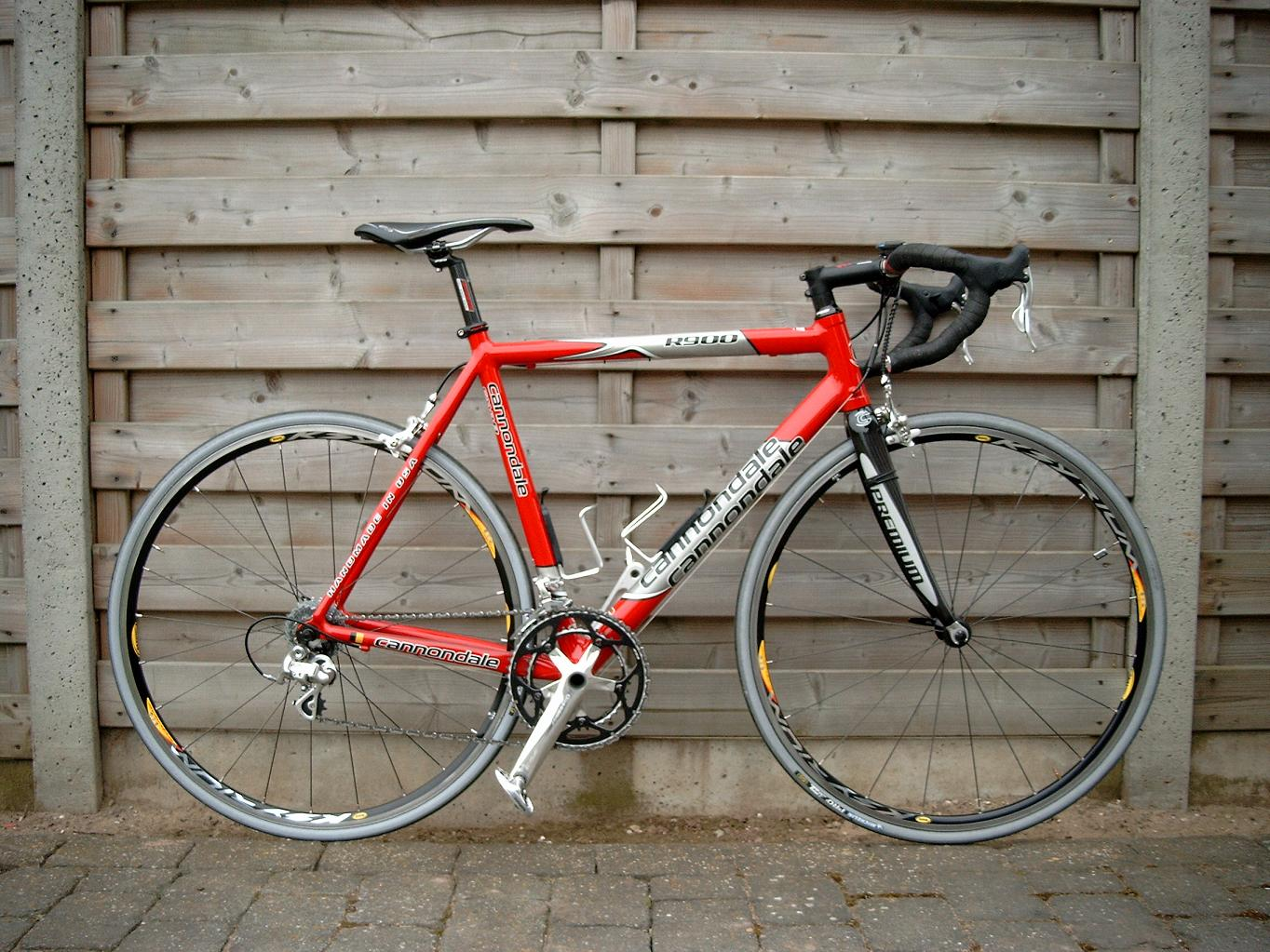
Cannondale R900 (CAAD8).

Cannondale empezó a fabricar cuadros para bicicletas en el año 1983, introduciendo más tarde su gama de cuadros de bicicletas de montaña. Los primeros modelos de esta marca ya contaban con tubos sobredimensionados, frente a la tubería clásica de Reynolds y Columbus, que era más delgada. Este tipo de cuadro fueron ganando con los años más adeptos, llegando a convertirse actualmente en una tendencia generalizada. En la actualidad fabrican en Taiwán y ensamblan las bicis en Estados Unidos (como la mayoría de fabricantes, han cambiado su fabricación a este país por tener un coste inferior de fabricación por mano de obra, etc). Hoy en día casi todas las marcas fabrican sus bicis en Taiwán u otros países asiáticos. Y el material empleado para las bicis de alta gama suele ser el carbono, predominando sobre el aluminio que ha sido relegado a las bicicletas de menor coste.

#### Montaña

##### Doble Suspensión
- Claymore
- Jekyll
- Judge
- Perp
- Gemini
- Prophet
- Moto
- Rush
- Scalpel
- Rize
- RZ One Twenty
- RZ One Forty
- Trigger
- super V
- Habit[1]

##### Rígidas
- Taurine
- Caffeine
- Hardtail
- 1FG Ultra
- Chase
- Trail SL
- Flash
- F 800
- F-si
- Scalpel HT

#### Carretera
- Super Sixcosto
- Super Six EVO
- Ironman®
- SystemSix
- Six13
- Capo
- CAAD4
- CAAD5
- CAAD6
- CAAD7
- CAAD8
- CAAD9
- CAAD10
- CAAD12
- Cyclocros
- Synapse Carbon

CAAD2

#### Cicloturismo
- Road Warrior
- Confort
- Adventure
- Daytripper®

#### Urbanas
- Street
- Bad Boy
- Capo
- OnBike
- Hooligan

#### Especiales
- Touring
- Tandem

#### Triatlón
- Slice RS
- Slice

## Cuadros CAAD
Los cuadros CAAD (por "Cannondale Advanced Aluminum Design") son como se denominan comercialmente a los cuadros de aluminio de la Cannondale. El primer cuadro de carretera fue creado en el año 1983. Su precio era de 3500 dólares incluyendo el juego de cuadro y horquilla. El cuadro era fácilmente reconocible por su tubos sobredimensionados. El tubo del sillín y los tubos de los tirantes eran ovalados, para aumentar la rigidez. Los primeros cuadros estaban disponibles en sólo dos colores: rojo y azul, y pintados con pintura DuPont Imron. Cannondale logró ser con sus cuadros CAAD el primer productor líder en cuadros de aluminio, en la época en que los cuadros de acero eran los cuadros que copaban el mercado. 
Los cuadros CAAD abarcan desde el modelo CAAD2 hasta la última evolución denominada CAAD12, cada conjunto de modificaciones reunidas de varias temporadas se ve reflejada en el número adjudicado, los CAAD2, pesaban alrededor de 1850 g en color base, en la talla 18" (46 cm) .

## Patrocinio en el ciclismo
En patrocinio de Cannondale en el ciclismo empezó de la mano del equipo Saeco a finales de los años 90, siendo así Cannondale la montura de Mario Cipollini durante las cuatro victorias consecutivas en el Tour de Francia del año 1999. Con bicicletas de Cannondale, se ganó cuatro veces el Giro de Italia, en 1997 con Ivan Gotti, en 2003 con Gilberto Simoni, en 2004 con Damiano Cunego y en 2007 con Danilo di Luca del equipo italiano Liquigas. Durante las temporadas 2011 y 2012 Cannondale fue precisamente el segundo patrocinador de este equipo denominándose Liquigas-Cannondale. A partir de 2013 la empresa pasó a ser el principal patrocinador de la escuadra italiana llamándose solamente Cannondale Pro Cycling.